# المنظمة الوطنية لكشافة أوكرانيا
المنظمة الوطنية لكشافة أوكرانيا هي المنظمة الوطنية الكشفية في أوكرانيا تأسست في عام 2007 من قبل ممثلين من أكبر ثلاث منظمات كشفية في أوكرانيا، ومنظمة الشباب في جميع الأوكرانية و بلاست و كل الأوكرانية منظمة سيش الثاني (يناير) وهذا يعني قلعة القوزاق وبعض الجماعات المحلية. بلغ عدد أعضاء المنظمة حوالي 4650 كشاف في عام 2011.